# 3366 Godel
3366 Godel је астероид главног астероидног појаса са средњом удаљеношћу од Сунца која износи 3,004 астрономских јединица (АЈ).
Апсолутна магнитуда астероида је 11,3.